# Xã Spencer, Quận Ward, Bắc Dakota
Xã Spencer (tiếng Anh: Spencer Township) là một xã thuộc quận Ward, tiểu bang Bắc Dakota, Hoa Kỳ. Năm 2010, dân số của xã này là 47 người.